# 专区
专区，或称专员区，是中华人民共和国行政区划制度中，介于省（第一级行政区）和县（第二级行政区）之间的一种准区划形式。抗日战争期间，中共政权既开始使用“专区”作为固定的区划术语。1949年中华人民共和国成立，“专区”推广至除东北、内蒙古、西藏外的中国大陆全境，直至1970年改称地区为止。中文对南亚地区的印度介于邦与县或巴基斯坦介于省与县之间一种行政区划形式亦译作“专区”。

## 历史
专区源自国民政府时期建立的行政督察区，专区即指行政督察专员公署指导工作的区域。抗日战争和第二次国共内战期间，中共政权在其控制的根据地，自行设置行政区，以便管理。有行政区、专区、分区等行政单位的设置。中华人民共和国建立后，专区得到保留，并推广至全国。当时，专区或属省、或属行署区（又称行政区，为省级或副省级行政区）。山东省政府公文中，又将省属专区称为“直属专区”。
1950年1月，政务院通过《省人民政府组织通则》，其中第13条规定：“各省得根据需要划为若干专员区，各设专员一人，并得设副专员一至二人。专员公署为省人民政府委员会之派出机关。”
在1950年代，全国行政区划有过多次调整。其后，随着行署区在1950年代的撤销或合并为省，专区改属省，成为四级行政区划体系中的第二级行政区，属于虚级。介于省级行政区与县之间。
专区的行政管理机构为专区行政公署，简称“专区行署”；最高行政长官称为“专区行署专员”。1970年代以后，官方和媒体对“专区”改称为“地区”。

## 下级行政区
专区直接管辖的行政区为县、市和其他县级行政区，其直接管辖的市称为“专辖市”；与专区行政地位相同的分区称为“专级行政区”（参见地级行政区）。

## 数量
1949年，全境共有185个专区，包括8盟、12分区、4行政区、3行署、1矿区、1特区、1临时行政委员会以及55个与“专区”同行政地位的“市”（专级市，参见：地级市）共计270个“专级行政区”。
另有研究者统计，1950年时，全国共有190个专区。1953年时，因专区合并，减少至152个。
| 1949年至1965年专区及同行政地位的行政区数量列表 |      |       |       |    |          |          |          |          |       |          |          |       |       |       |       |    |                   |
| 年份                                           | 合计 | 专 区 | 地 区 | 盟 | 自 治 州 | 自 治 区 | 行 政 区 | 管 理 局 | 分 区 | 特 别 区 | 办 事 处 | 行 署 | 矿 区 | 盐 区 | 特 区 | 部 | 临时 行政 委员 会 |
| 1949年                                         | 215  | 185   | －    | 8  | －       | －       | 4        | －       | 12    | －       | －       | 3     | 1     | －    | 1     | － | 1                 |
| 1952年                                         | 212  | 187   | －    | 3  | －       | 13       | 1        | 1        | －    | 1        | 1        | －    | 1     | 1     | －    | 3  | －                |
| 1953年                                         | 178  | 152   | 1     | 3  | －       | 14       | 7        | －       | －    | －       | －       | －    | 1     | －    | －    | － | －                |
| 1956年                                         | 188  | 140   | 3     | 8  | 29       | 1        | 4        | 1        | －    | －       | 2        | －    | －    | －    | －    | － | －                |
| 1959年                                         | 159  | 119   | －    | 7  | 29       | －       | 4        | －       | －    | －       | －       | －    | －    | －    | －    | － | －                |
| 1961年                                         | 176  | 135   | －    | 7  | 29       | －       | 3        | 2        | －    | －       | －       | －    | －    | －    | －    | － | －                |
| 1962年                                         | 187  | 148   | －    | 7  | 29       | －       | 3        | －       | －    | －       | －       | －    | －    | －    | －    | － | －                |
| 1963年                                         | 189  | 151   | －    | 7  | 29       | －       | 2        | －       | －    | －       | －       | －    | －    | －    | －    | － | －                |
| 1964年                                         | 187  | 146   | －    | 7  | 29       | －       | 3        | 2        | －    | －       | －       | －    | －    | －    | －    | － | －                |
| 1965年                                         | 205  | 168   | －    | 7  | 29       | －       | 1        | －       | －    | －       | －       | －    | －    | －    | －    | － | －                |

## 专区列表
| 专区名称                               | 设立及撤销日期                                                                  | 撤销方式                                                 | 备注 |
| 河北省                                 | 河北省                                                                          | 河北省                                                   | 河北省 |
| -------------------------------------- | ------------------------------------------------------------------------------- | -------------------------------------------------------- | --- |
| 通县专区                               | 1949年－1958年4月                                                               | 并入北京市、唐山专区、天津专区、承德专区                 | |
| 天津专区                               | 1949年－1958年12月 1961年5月－1968年                                            | 改设天津地区                                             | 1958年12月，天津专区并入天津市、唐山专区，后于1961年5月复设 |
| 石家庄专区                             | 1949年－1960年5月 1961年5月－1968年                                             | 改设石家庄地区                                           | 1960年5月，石家庄专区并入石家庄市，后于1961年5月复设 |
| 唐山专区                               | 1949年－1960年4月 1961年5月－1968年                                             | 改设唐山地区                                             | 1960年4月，唐山专区并入唐山市，后于1961年5月复设 |
| 邯郸专区                               | 1949年－1960年5月 1961年5月－1968年                                             | 改设邯郸地区                                             | 1960年5月，邯郸专区并入邯郸市，后于1961年5月复设 |
| 邢台专区                               | 1949年－1958年4月 1961年5月－1968年                                             | 改设邢台地区                                             | 1960年5月，邢台专区并入石家庄专区，后于1961年5月复设 |
| 保定专区                               | 1949年－1960年5月 1961年5月－1968年                                             | 改设保定地区                                             | 1960年5月，保定专区并入保定市，后于1961年5月复设 |
| 定县专区                               | 1949年－1954年4月                                                               | 并入石家庄专区、沧县专区                                 | |
| 沧县专区 沧州专区                      | 1949年－1958年4月 1961年5月－1968年                                             | 改设沧州地区                                             | 1960年5月，沧县专区并入天津专区，后于1961年5月复设，并改称沧州专区                                                                                                   |
| 衡水专区                               | 1949年－1952年11月 1962年6月－1968年                                            | 改设衡水地区                                             | 1952年11月，衡水专区并入石家庄专区、邢台专区、沧县专区、德州专区，后于1962年6月复设                                                                                  |
| 张家口专区                             | 1952年11月－1959年5月 1961年5月－1968年                                         | 改设张家口地区                                           | 1959年5月，张家口专区并入张家口市，后于1961年5月复设 |
| 承德专区                               | 1955年7月－1960年5月 1961年5月－1968年                                          | 改设承德地区                                             | 1960年5月，承德专区并入承德市，后于1961年5月复设 |
| 察哈尔省                               |                                                                                 |                                                          | |
| 察南专区                               | 1949年－1951年8月                                                               | 辖县改由省直辖                                           | |
| 察北专区                               | 1949年－1952年11月                                                              | 改设张家口专区，划归河北省                               | |
| 山西省                                 |                                                                                 |                                                          | |
| 雁北专区                               | 1949年－1958年6月 1961年6月－1967年                                             | 改设雁北地区                                             | 1952年11月，雁北专区由察哈尔省划归山西省；1958年6月，雁北专区与忻县专区合并设立晋北专区；1961年6月复设雁北专区                                                       |
| 忻县专区                               | 1949年－1958年6月 1961年6月－1967年                                             | 改设忻县地区                                             | 1958年6月，忻县专区与雁北专区合并设立晋北专区；1961年6月复设忻县专区                                                                                                 |
| 长治专区 晋东南专区                    | 1949年－1958年11月 1958年11月－1967年                                           | 改设晋东南地区                                           | 1958年11月，长治专区改称晋东南专区 |
| 榆次专区 晋中专区                      | 1949年9月－1958年11月 1958年11月－1967年                                        | 改设晋中地区                                             | 1958年11月，榆次专区改称晋中专区 |
| 运城专区                               | 1949年－1954年4月                                                               | 并入晋南专区                                             | 1954年4月，运城专区与临汾专区合并设立晋南专区 |
| 临汾专区                               | 1949年－1954年4月                                                               | 并入晋南专区                                             | 1954年4月，临汾专区与运城专区合并设立晋南专区 |
| 汾阳专区                               | 1949年－1951年3月                                                               | 并入太原市、临汾专区、兴县专区、榆次专区                 | |
| 兴县专区                               | 1949年－1952年6月                                                               | 并入忻县专区、榆次专区                                   | |
| 晋南专区                               | 1954年4月－1967年                                                               | 改设晋南地区                                             | |
| 晋北专区                               | 1958年6月－1961年6月                                                            | 复设雁北专区、忻县专区                                   | |
| 绥远省                                 |                                                                                 |                                                          | |
| 集宁专区 绥东专区                      | 1949年－1954年6月 1950年9月－1950年11月 1950年11月－1952年11月                  | 改设平地泉行政区，划归内蒙古自治区                       | 1950年9月，集宁专区改称绥东专区，11月又复称集宁专区 |
| 和林专区                               | 1949年－1950年8月                                                               | 并入集宁专区、包头专区                                   | |
| 包头专区 绥中专区 萨县专区             | 1949年－1950年9月 1950年9月－1950年11月 1950年11月－1952年11月                  | 并入集宁专区                                             | 1950年9月，包头专区改称绥中专区，11月又改称萨县专区 |
| 陕坝专区 绥西专区                      | 1949年－1950年9月 1950年9月－1950年11月 1950年11月－1952年11月                  | 改设河套行政区，划归内蒙古自治区                         | 1950年9月，陕坝专区改称绥西专区，11月又复称陕坝专区 |
| 辽宁省                                 |                                                                                 |                                                          | |
| 锦州专区                               | 1955年11月－1959年1月 1966年1月－1968年                                         | 并入锦州市                                               | 1959年1月，锦州专区并入锦州市、阜新市、朝阳市，后于1966年1月复设 |
| 安东专区                               | 1956年1月－1959年1月                                                            | 并入旅大市、安东市、本溪市                               | |
| 辽南专区                               | 1966年1月－1968年6月                                                            | 并入旅大市、营口市                                       | |
| 辽阳专区                               | 1956年1月－1959年1月                                                            | 并入沈阳市、旅大市、鞍山市、营口市、辽阳市               | |
| 铁岭专区                               | 1956年1月－1959年1月 1968年－1970年7月                                          | 改设铁岭地区                                             | 1959年1月，铁岭专区并入沈阳市、抚顺市，后于1968年由沈阳专区改名而复设                                                                                                |
| 沈阳专区                               | 1964年2月－1968年                                                               | 复设铁岭专区                                             | |
| 朝阳专区                               | 1964年2月－1970年7月                                                            | 改设朝阳地区                                             | |
| 吉林省                                 |                                                                                 |                                                          | |
| 通化专区                               | 1949年－1968年                                                                  | 改设通化地区                                             | 1954年6月，通化专区由辽东省划归吉林省 |
| 延边专区                               | 1949年－1952年8月                                                               | 改设延边朝鲜族自治区                                     | |
| 白城专区                               | 1954年7月－1968年                                                               | 改设白城地区                                             | |
| 怀德专区 公主岭专区 四平专区           | 1956年7月－1956年10月 1956年10月－1958年10月 1958年10月－1969年                 | 改设四平地区                                             | 1956年10月，怀德专区改称公主岭专区；1958年11月，公主岭专区改称四平专区                                                                                               |
| 德惠专区                               | 1966年1月－1968年                                                               | 改设德惠地区                                             | |
| 永吉专区                               | 1966年1月－1968年                                                               | 改设永吉地区                                             | |
| 黑龙江省                               |                                                                                 |                                                          | |
| 黑河专区                               | 1949年－1967年                                                                  | 改设黑河地区                                             | |
| 嫩江专区                               | 1954年7月－1960年5月 1961年10月－1967年                                         | 改设嫩江地区                                             | 1960年5月，嫩江专区并入齐齐哈尔市、松花江专区，后于1961年10月复设 |
| 合江专区                               | 1954年7月－1967年                                                               | 改设合江地区                                             | |
| 牡丹江专区                             | 1956年3月－1967年                                                               | 改设牡丹江地区                                           | |
| 绥化专区                               | 1956年3月－1958年8月 1965年5月－1967年                                          | 改设绥化地区                                             | 1958年8月，绥化专区并入哈尔滨市、松花江专区、嫩江专区，后于1965年5月复设                                                                                             |
| 松花江专区                             | 1958年8月－1967年                                                               | 改设松花江地区                                           | |
| 江苏省                                 |                                                                                 |                                                          | |
| 淮阴专区                               | 1949年－1970年                                                                  | 改设淮阴地区                                             | 1952年11月，淮阴专区由苏北行署区划归江苏省 |
| 盐城专区                               | 1949年－1970年                                                                  | 改设盐城地区                                             | 1952年11月，盐城专区由苏北行署区划归江苏省 |
| 泰州专区 扬州专区                      | 1949年－1953年2月 1953年2月－1970年                                             | 改设扬州地区                                             | 1952年11月，泰州专区由苏北行署区划归江苏省；1953年2月，泰州专区改称扬州专区                                                                                          |
| 南通专区                               | 1949年－1970年                                                                  | 改设南通地区                                             | 1952年11月，南通专区由苏北行署区划归江苏省 |
| 镇江专区                               | 1949年－1958年8月 1959年7月－1970年                                             | 改设镇江地区                                             | 1952年11月，镇江专区由苏南行署区划归江苏省；1958年8月，镇江专区改称常州专区，1959年7月又复为镇江专区                                                                 |
| 常州专区                               | 1949年－1953年2月 1958年8月－1959年7月                                          | 并入镇江专区、苏州专区 复设镇江专区                      | 1952年11月，常州专区由苏南行署区划归江苏省；1958年8月，镇江专区改称常州专区，1959年7月又复为镇江专区                                                                 |
| 松江专区                               | 1949年－1958年3月                                                               | 并入上海市、苏州专区                                     | 1952年11月，松江专区由苏南行署区划归江苏省 |
| 苏州专区                               | 1949年－1970年                                                                  | 改设苏州地区                                             | 1952年11月，苏州专区由苏南行署区划归江苏省 |
| 徐州专区                               | 1953年3月－1970年                                                               | 改设徐州地区                                             | |
| 六合专区                               | 1966年3月－1970年                                                               | 改设六合地区                                             | |
| 浙江省                                 |                                                                                 |                                                          | |
| 临安专区                               | 1949年－1953年1月                                                               | 并入金华专区、嘉兴专区                                   | |
| 建德专区                               | 1949年－1950年4月 1954年11月－1958年12月                                        | 并入杭州市、金华专区、嘉兴专区                           | 1950年4月，建德专区并入临安专区、金华专区，后于1954年11月复设 |
| 宁波专区                               | 1949年－1970年                                                                  | 改设宁波地区                                             | |
| 温州专区                               | 1949年－1970年                                                                  | 改设温州地区                                             | |
| 嘉兴专区                               | 1949年－1970年                                                                  | 改设嘉兴地区                                             | |
| 绍兴专区                               | 1949年－1952年1月 1964年9月－1970年                                             | 改设绍兴地区                                             | 1952年1月，绍兴专区并入宁波专区，后于1964年9月复设 |
| 金华专区                               | 1949年－1970年                                                                  | 改设金华地区                                             | |
| 衢州专区                               | 1949年－1954年11月                                                              | 并入金华专区、建德专区                                   | |
| 台州专区                               | 1949年－1954年5月 1957年9月－1958年12月 1962年5月－1970年                       | 改设台州地区                                             | 1954年5月，台州专区并入宁波专区、温州专区，后于1957年9月复设；1958年12月，台州专区再度并入宁波专区、温州专区，后于1962年5月再度复设                                  |
| 丽水专区                               | 1949年－1952年1月 1963年5月－1970年                                             | 改设丽水地区                                             | 1952年1月，丽水专区并入温州专区、衢州专区、金华专区，后于1963年5月复设                                                                                               |
| 舟山专区                               | 1953年6月－1970年                                                               | 改设舟山地区                                             | |
| 安徽省                                 |                                                                                 |                                                          | |
| 芜當专区                               | 1949年－1950年3月                                                               | 并入宣城专区、池州专区                                   | |
| 徽州专区                               | 1949年－1956年1月 1961年4月－1971年3月                                          | 改设徽州地区                                             | 1952年8月，徽州专区由皖南行署区划归安徽省；1956年1月，徽州专区并入芜湖专区，后于1961年4月复设                                                                        |
| 安庆专区                               | 1949年－1971年3月                                                               | 改设安庆地区                                             | 1952年8月，安庆专区由皖北行署区划归安徽省 |
| 滁县专区                               | 1949年－1956年1月 1961年4月－1971年3月                                          | 改设滁县地区                                             | 1952年8月，滁县专区由皖北行署区划归安徽省；1956年1月，滁县专区与宿县专区合并设立蚌埠专区；1961年4月复设滁县专区                                                      |
| 阜阳专区                               | 1949年－1971年3月                                                               | 改设阜阳地区                                             | 1952年8月，阜阳专区由皖北行署区划归安徽省 |
| 宿县专区                               | 1949年－1956年1月 1961年4月－1971年3月                                          | 改设宿县地区                                             | 1952年8月，宿县专区由皖北行署区划归安徽省；1956年1月，宿县专区与滁县专区合并设立蚌埠专区；1961年4月复设宿县专区                                                      |
| 巢湖专区                               | 1949年－1952年3月 1965年5月－1971年3月                                          | 改设巢湖地区                                             | 1952年1月，巢湖专区并入芜湖专区、滁县专区、六安专区，后于1965年5月复设                                                                                               |
| 六安专区                               | 1949年－1971年3月                                                               | 改设六安地区                                             | 1952年8月，六安专区由皖北行署区划归安徽省 |
| 池州专区                               | 1949年－1952年3月 1965年5月－1971年3月                                          | 改设池州地区                                             | 1952年1月，池州专区并入芜湖专区、安庆专区、徽州专区，后于1965年5月复设                                                                                               |
| 宣城专区                               | 1949年－1952年3月                                                               | 并入芜湖专区、徽州专区                                   | |
| 芜湖专区                               | 1952年3月－1971年3月                                                            | 改设芜湖地区                                             | 1952年8月，芜湖专区由皖南行署区划归安徽省 |
| 蚌埠专区                               | 1956年1月－1961年4月                                                            | 复设宿县专区、滁县专区                                   | |
| 福建省                                 |                                                                                 |                                                          | |
| 第一专区 建瓯专区 建阳专区             | 1949年－1950年3月 1950年3月－1950年9月 1950年9月－1971年6月                     | 并入南平专区                                             | 1950年3月，第一专区（又称林森专区）改称建瓯专区，9月又改称建阳专区                                                                                                   |
| 第二专区 南平专区                      | 1949年－1950年3月 1950年3月－1971年6月                                          | 改设南平地区                                             | 1950年3月，第二专区改称南平专区 |
| 第三专区 福安专区                      | 1949年－1950年3月 1950年3月－1971年6月                                          | 改设福安地区                                             | 1950年3月，第三专区改称福安专区 |
| 第四专区 闽侯专区                      | 1949年－1950年3月 1950年3月－1971年6月                                          | 改设莆田地区                                             | 1950年3月，第四专区改称闽侯专区 |
| 第五专区 泉州专区 晋江专区             | 1949年－1950年3月 1950年3月－1950年9月 1950年9月－1971年6月                     | 改设晋江地区                                             | 1950年3月，第五专区改称泉州专区，9月又改称晋江专区 |
| 第六专区 漳州专区 龙溪专区             | 1949年－1950年3月 1950年3月－1950年9月 1950年9月－1971年6月                     | 改设龙溪地区                                             | 1950年3月，第六专区改称漳州专区，9月又改称龙溪专区 |
| 第七专区 永安专区 三明专区             | 1949年－1950年3月 1950年3月－1956年3月 1963年4月－1971年6月                     | 改设三明地区                                             | 1950年3月，第七专区改称永安专区；1956年3月，永安专区并入南平专区、晋江专区、龙岩专区，后于1965年5月复设，并改称三明专区                                              |
| 第八专区 龙岩专区                      | 1949年－1950年3月 1950年3月－1971年6月                                          | 改设龙岩地区                                             | 1950年3月，第八专区改称龙岩专区 |
| 江西省                                 |                                                                                 |                                                          | |
| 南昌专区 宜春专区                      | 1949年－1958年11月 1958年11月－1970年                                           | 改设宜春地区                                             | 1958年11月，南昌专区改称宜春专区 |
| 袁州专区                               | 1949年－1952年10月                                                              | 并入南昌专区                                             | |
| 九江专区                               | 1949年－1970年                                                                  | 改设九江地区                                             | |
| 乐平专区 浮梁专区                      | 1949年－1950年 1950年－1952年10月                                               | 改设鹰潭专区                                             | 1950年，乐平专区改称浮梁专区；1952年10月，浮梁专区与上饶专区合并设立鹰潭专区                                                                                         |
| 上饶专区                               | 1949年－1970年                                                                  | 改设上饶地区                                             | 1952年10月，上饶专区与浮梁专区合并设立鹰潭专区，12月又复名上饶专区                                                                                                   |
| 赣州专区                               | 1949年－1950年6月 1951年8月－1954年5月 1964年6月－1970年                        | 改设赣州地区                                             | 1950年6月，撤销赣州专区，属县划归赣西南行署区，后于1965年5月复设；1954年5月，再度撤销赣州专区，改设赣南行政区，后于1964年6月复设                                     |
| 瑞金专区 宁都专区                      | 1949年－1950年 1950年－1952年10月                                               | 并入赣州专区、抚州专区                                   | 1950年，瑞金专区改称宁都专区 |
| 抚州专区                               | 1949年－1970年                                                                  | 改设抚州地区                                             | 1952年10月，抚州专区改称南城专区，12月又复名抚州专区 |
| 吉安专区                               | 1949年－1968年2月                                                               | 改设井冈山地区                                           | |
| 山东省                                 |                                                                                 |                                                          | |
| 昌潍专区                               | 1949年－1967年                                                                  | 改设昌潍地区                                             | |
| 东海专区 文登专区                      | 1949年－1950年5月 1950年5月－1956年2月                                          | 并入莱阳专区                                             | 1950年5月，东海专区由胶东行署区划归山东省，并改称文登专区 |
| 西海专区                               | 1949年－1950年5月                                                               | 并入莱阳专区、昌潍专区                                   | 属胶东行署区 |
| 南海专区                               | 1949年－1950年5月                                                               | 并入莱阳专区、胶州专区                                   | 属胶东行署区 |
| 北海专区                               | 1949年－1950年5月                                                               | 并入文登专区、莱阳专区                                   | 属胶东行署区 |
| 滨北专区 胶州专区                      | 1949年－1950年5月 1950年5月－1956年2月                                          | 并入莱阳专区、临沂专区、昌潍专区                         | 1950年5月，滨北专区由胶东行署区划归山东省，并改称胶州专区 |
| 沧南专区                               | 1949年－1950年5月                                                               | 并入德州专区                                             | 属渤海行署区 |
| 泺北专区                               | 1949年－1950年5月                                                               | 并入德州专区                                             | 属渤海行署区 |
| 清河专区                               | 1949年－1950年5月                                                               | 并入淄博专区、惠民专区、昌潍专区                         | 属渤海行署区 |
| 垦利专区 惠民专区                      | 1949年－1950年5月 1950年5月－1958年12月 1961年6月－1967年                       | 改设惠民地区                                             | 1950年5月，垦利专区由渤海行署区划归山东省，并改称惠民专区；1958年12月，惠民专区改称淄博专区，后于1961年6月复名惠民专区                                               |
| 沂蒙专区 沂水专区                      | 1949年－1950年5月 1950年5月－1953年7月                                          | 并入临沂专区、胶州专区                                   | 1950年5月，沂蒙专区由鲁中南行署区划归山东省，并改称沂水专区 |
| 尼山专区                               | 1949年－1950年5月                                                               | 并入滕县专区、泰安专区                                   | 属鲁中南行署区 |
| 台枣专区                               | 1949年－1950年5月                                                               | 并入滕县专区、临沂专区                                   | 属鲁中南行署区 |
| 滨海专区                               | 1949年－1950年5月                                                               | 并入临沂专区、沂水专区                                   | 属鲁中南行署区 |
| 泰山专区 泰安专区                      | 1949年－1950年5月 1950年5月－1958年12月 1961年7月－1967年                       | 改设泰安地区                                             | 1950年5月，泰山专区由鲁中南行署区划归山东省，并改称泰安专区；1958年12月，泰安专区并入济南市、聊城专区，后于1961年7月复设                                             |
| 泰西专区                               | 1949年－1950年5月                                                               | 并入泰安专区                                             | 属鲁中南行署区 |
| 聊城专区                               | 1949年－1967年                                                                  | 改设聊城地区                                             | 1952年11月，聊城专区由平原省划归山东省 |
| 菏泽专区                               | 1949年－1958年12月 1959年7月－1967年                                            | 改设菏泽地区                                             | 1952年11月，菏泽专区由平原省划归山东省；1958年12月，菏泽专区并入济宁专区，后于1959年7月复设                                                                          |
| 湖西专区                               | 1949年－1952年11月                                                              | 并入菏泽专区                                             | 属平原省 |
| 淄博专区                               | 1950年5月－1953年7月 1958年12月－1961年6月                                      | 改设淄博工矿区 改设惠民专区                              | 1958年12月，惠民专区改称淄博专区，后于1961年6月复名惠民专区 |
| 滕县专区 济宁专区                      | 1950年5月－1953年7月 1953年7月－1967年                                          | 改设济宁地区                                             | 1953年7月，滕县专区改称济宁专区 |
| 莱阳专区 烟台专区                      | 1950年－1958年10月 1958年10月－1967年                                           | 改设烟台地区                                             | 1958年10月，莱阳专区改称烟台专区 |
| 临沂专区                               | 1950年5月－1967年                                                               | 改设临沂地区                                             | |
| 德州专区                               | 1950年5月－1956年2月 1961年9月－1967年                                          | 改设德州地区                                             | 1956年2月，德州专区并入惠民专区、聊城专区，后于1961年9月复设 |
| 河南省                                 |                                                                                 |                                                          | |
| 郑州专区 开封专区                      | 1949年－1955年1月 1955年1月－1969年                                             | 改设开封地区                                             | 1955年1月，郑州专区改称开封专区 |
| 陈留专区                               | 1949年－1952年6月                                                               | 并入郑州专区                                             | |
| 洛阳专区                               | 1949年－1969年                                                                  | 改设洛阳地区                                             | |
| 陕州专区                               | 1949年－1952年4月                                                               | 并入洛阳专区                                             | |
| 新乡专区                               | 1949年－1969年                                                                  | 改设新乡地区                                             | 1952年11月，新乡专区由平原省划归河南省 |
| 安阳专区                               | 1949年－1958年4月 1961年12月－1969年                                            | 改设安阳地区                                             | 1952年11月，安阳专区由平原省划归河南省；1958年4月，安阳专区并入新乡专区，后于1961年12月复设                                                                          |
| 濮阳专区                               | 1949年－1954年6月                                                               | 并入新乡专区、安阳地区                                   | 1952年11月，濮阳专区由平原省划归河南省 |
| 许昌专区                               | 1949年－1969年                                                                  | 改设许昌地区                                             | |
| 南阳专区                               | 1949年－1969年                                                                  | 改设南阳地区                                             | |
| 信阳专区                               | 1949年－1969年                                                                  | 改设信阳地区                                             | |
| 潢川专区                               | 1949年－1952年12月                                                              | 并入信阳专区                                             | |
| 商丘专区                               | 1949年－1958年12月 1961年12月－1969年                                           | 改设商丘地区                                             | 1958年12月，商丘专区并入开封专区，后于1961年12月复设 |
| 淮阳专区                               | 1949年－1953年3月                                                               | 并入许昌专区、商丘专区                                   | |
| 周口专区                               | 1965年6月－1969年                                                               | 改设周口地区                                             | |
| 驻马店专区                             | 1965年6月－1969年                                                               | 改设驻马店地区                                           | |
| 湖北省                                 |                                                                                 |                                                          | |
| 大冶专区                               | 1949年－1952年1月                                                               | 并入孝感专区、黄冈专区                                   | |
| 襄阳专区                               | 1949年－1970年                                                                  | 改设襄阳地区                                             | |
| 荆州专区                               | 1949年－1970年                                                                  | 改设荆州地区                                             | |
| 沔阳专区                               | 1949年－1951年7月                                                               | 并入荆州专区、孝感专区、大冶专区                         | |
| 宜昌专区                               | 1949年－1959年2月 1961年4月－1968年1月                                          | 改设宜昌地区                                             | 1959年2月，撤销宜昌专区，改设宜都工业区，后于1961年4月复设 |
| 孝感专区                               | 1949年－1960年1月 1961年4月－1970年                                             | 改设孝感地区                                             | 1960年1月，孝感专区并入武汉市，后于1961年4月复设 |
| 黄冈专区                               | 1949年－1970年                                                                  | 改设黄冈地区                                             | |
| 两郧专区 郧阳专区                      | 1949年－1950年3月 1950年3月－1965年7月 1965年7月－1970年                        | 改设郧阳地区                                             | 1950年3月，两郧专区由陕南行署划归湖北省，并改称郧阳专区；1952年1月，郧阳专区并入襄阳地区，后于1965年7月复设                                                          |
| 咸宁专区                               | 1965年7月－1970年                                                               | 改设咸宁地区                                             | |
| 湖南省                                 |                                                                                 |                                                          | |
| 长沙专区 湘潭专区                      | 1949年－1952年9月 1952年9月－1968年                                             | 改设湘潭地区                                             | 1952年9月，长沙专区改称湘潭专区 |
| 衡阳专区                               | 1949年－1952年11月 1954年6月－1968年                                            | 改设衡阳地区                                             | 1952年11月，撤销衡阳专区，改设湘南行政区，后于1954年6月复设 |
| 邵阳专区                               | 1949年－1968年                                                                  | 改设邵阳地区                                             | |
| 常澧专区 常德专区                      | 1949年－1950年8月 1950年8月－1968年                                             | 改设常德地区                                             | 1950年8月，常澧专区改称常德专区 |
| 益阳专区                               | 1949年－1952年11月 1962年12月－1970年                                           | 改设益阳地区                                             | 1952年11月，益阳专区并入湘潭专区、邵阳专区、常德专区，后于1962年12月复设                                                                                             |
| 郴县专区 郴州专区                      | 1949年－1951年 1951年－1952年11月 1954年6月－1960年8月 1960年8月－1968年        | 改设郴州地区                                             | 1951年，郴县专区改称郴州专区；1952年11月，并入湘南行政区，后于1954年6月复设郴县专区；1960年8月，郴县专区再度改称郴州专区                                             |
| 永州专区 零陵专区                      | 1949年－1950年 1950年－1952年11月 1962年12月－1968年                            | 改设零陵地区                                             | 1950年，永州专区改称零陵专区；1952年11月，零陵专区并入湘南行政区，后于1962年12月复设                                                                                 |
| 会同专区 芷江专区 黔阳专区             | 1949年－1952年9月 1952年9月－1952年11月 1952年11月－1968年                      | 改设黔阳地区                                             | 1952年9月，会同专区改称芷江专区，11月又改称黔阳专区 |
| 沅陵专区                               | 1949年－1952年9月                                                               | 并入芷江专区、湘西苗族自治区                             | |
| 永顺专区                               | 1949年－1952年9月                                                               | 并入湘西苗族自治区                                       | |
| 岳阳专区                               | 1964年9月－1968年                                                               | 改设岳阳地区                                             | |
| 广东省                                 |                                                                                 |                                                          | |
| 珠江专区                               | 1949年－1952年                                                                  | 并入粤中行政区、粤北行政区                               | |
| 粤中专区                               | 1949年－1952年                                                                  | 改设粤中行政区                                           | |
| 西江专区                               | 1949年－1952年                                                                  | 并入粤中行政区                                           | |
| 东江专区                               | 1949年－1952年                                                                  | 并入粤东行政区、粤中行政区、粤北行政区                   | |
| 潮汕专区                               | 1949年－1952年                                                                  | 改设粤东行政区                                           | |
| 兴梅专区                               | 1949年－1952年                                                                  | 并入粤东行政区                                           | |
| 南路专区 高雷专区                      | 1949年－1950年 1950年－1952年                                                   | 改设粤西行政区                                           | 1950年，南路专区改称高雷专区 |
| 琼崖专区                               | 1949年－1950年                                                                  | 改设海南行政区                                           | |
| 北江专区                               | 1950年－1952年                                                                  | 改设粤北行政区                                           | |
| 钦廉专区                               | 1950年－1951年10月                                                              | 改设钦州专区，由广西省代管                               | |
| 合浦专区                               | 1955年5月－1959年3月                                                            | 并入湛江专区                                             | |
| 佛山专区                               | 1956年1月－1970年                                                               | 改设佛山地区                                             | |
| 韶关专区                               | 1956年1月－1970年                                                               | 改设韶关地区                                             | |
| 汕头专区                               | 1956年1月－1970年                                                               | 改设汕头地区                                             | |
| 高要专区 江门专区 肇庆专区             | 1956年1月－1959年3月 1959年3月－1961年10月 1961年10月－1970年                   | 改设肇庆地区                                             | 1959年3月，高要专区改称江门专区；1961年10月，江门专区改称肇庆专区 |
| 湛江专区                               | 1956年1月－1970年                                                               | 改设湛江地区                                             | |
| 惠阳专区                               | 1956年1月－1959年3月 1963年7月－1970年                                          | 改设惠阳地区                                             | 1959年3月，惠阳专区并入佛山专区、韶关专区、汕头专区，后于1963年7月复设                                                                                               |
| 梅县专区                               | 1965年6月－1970年                                                               | 改设梅县地区                                             | |
| 广西省／广西僮族自治区／广西壮族自治区 |                                                                                 |                                                          | |
| 南宁专区 宾阳专区 邕宁专区             | 1949年－1951年1月 1951年1月－1953年4月 1953年4月－1958年11月 1958年11月－1971年 | 改设南宁地区                                             | 1951年1月，南宁专区改称宾阳专区；1953年4月，宾阳专区改称邕宁专区；1958年11月，邕宁专区复称南宁专区                                                                   |
| 武鸣专区                               | 1949年－1951年1月                                                               | 并入南宁专区、龙州专区、百色专区、宜山专区               | |
| 龙州专区 崇左专区                      | 1949年－1951年1月 1951年1月－1953年4月                                          | 并入邕宁专区                                             | 1951年1月，龙州专区改称崇左专区 |
| 桂林专区                               | 1949年－1971年                                                                  | 改设桂林地区                                             | |
| 柳州专区                               | 1949年－1953年4月 1958年7月－1971年                                             | 改设柳州地区                                             | 1953年4月，柳州专区并入宜山专区、桂林专区，后于1958年7月，由宜山专区更名而复设                                                                                       |
| 庆远专区 宜山专区                      | 1949年－1950年 1950年－1956年3月 1958年1月－1971年                              | 改设百色地区                                             | 1950年，庆远专区改称宜山专区；1956年3月，撤销宜山专区，改设宜山地区工作委员会；1958年1月复设宜山专区，7月又改称柳州专区                                              |
| 平乐专区 梧州专区                      | 1949年－1958年7月 1958年7月－1971年                                             | 改设梧州地区                                             | 1958年7月，平乐专区改称梧州专区 |
| 鬱林专区 容县专区 玉林专区             | 1949年－1951年 1951年－1958年7月 1958年7月－1971年 1958年11月－1971年           | 改设玉林地区                                             | 1951年，鬱林专区改称容县专区；1958年7月，容县专区改称玉林专区 |
| 百色专区                               | 1949年－1956年3月 1958年1月－1971年                                             | 改设百色地区                                             | 1956年3月，撤销百色专区，改设百色地区工作委员会，1958年1月复设 |
| 钦州专区                               | 1951年10月－1955年5月 1965年6月－1971年                                         | 改设钦州地区                                             | 1951年10月，广东省钦廉专区改称钦州专区，并委托广西省代管；1955年5月，钦州专区改称合浦专区并划回广东省；1965年6月，析广东省湛江专区复设钦州专区，并划归广西壮族自治区 |
| 河池专区                               | 1965年5月－1971年                                                               | 改设河池地区                                             | |
| 四川省                                 |                                                                                 |                                                          | |
| 璧山专区 江津专区                      | 1950年1月 1950年－1968年                                                        | 改设江津地区                                             | 1950年，璧山专区改称江津专区；1952年8月，江津专区由川东行署区划归四川省                                                                                              |
| 万县专区                               | 1950年1月－1968年                                                               | 改设万县地区                                             | 1952年8月，万县专区由川东行署区划归四川省 |
| 涪陵专区                               | 1950年1月－1968年                                                               | 改设涪陵地区                                             | 1952年8月，涪陵专区由川东行署区划归四川省 |
| 酉阳专区                               | 1950年1月－1952年12月                                                           | 并入涪陵专区                                             | 1952年8月，酉阳专区由川东行署区划归四川省 |
| 大竹专区                               | 1950年1月－1953年3月                                                            | 并入达县专区、涪陵专区、南充专区、万县专区               | 1952年8月，大竹专区由川东行署区划归四川省 |
| 温江专区                               | 1950年1月－1968年                                                               | 改设温江地区                                             | 1952年8月，温江专区由川西行署区划归四川省 |
| 绵阳专区                               | 1950年1月－1968年                                                               | 改设绵阳地区                                             | 1952年8月，绵阳专区由川西行署区划归四川省 |
| 眉山专区                               | 1950年1月－1953年3月                                                            | 并入乐山专区、温江专区                                   | 1952年8月，眉山专区由川西行署区划归四川省 |
| 茂县专区                               | 1950年1月－1953年3月                                                            | 并入四川省藏族自治区                                     | 1952年8月，茂县专区由川西行署区划归四川省 |
| 南充专区                               | 1950年1月－1968年                                                               | 改设南充地区                                             | 1952年8月，南充专区由川北行署区划归四川省 |
| 剑阁专区 广元专区                      | 1950年1月－1952年10月 1952年10月－1953年3月                                     | 并入南充专区、绵阳专区                                   | 1952年8月，剑阁专区由川北行署区划归四川省 |
| 遂宁专区                               | 1950年1月－1958年10月                                                           | 并入绵阳专区、内江专区                                   | 1952年8月，遂宁专区由川北行署区划归四川省 |
| 达县专区                               | 1950年1月－1968年                                                               | 改设达县地区                                             | 1952年8月，达县专区由川北行署区划归四川省 |
| 资中专区 内江专区                      | 1950年1月 1950年－1968年                                                        | 改设内江地区                                             | 1950年，资中专区改称内江专区；1952年8月，内江专区由川南行署区划归四川省                                                                                              |
| 乐山专区                               | 1950年1月－1968年                                                               | 改设乐山地区                                             | 1952年8月，乐山专区由川南行署区划归四川省 |
| 泸县专区 隆昌专区 泸州专区             | 1950年1月－1952年1月 1952年1月－1952年12月 1952年12月－1960年7月                | 并入宜宾专区                                             | 1950年1月，泸县专区改称隆昌专区；1952年8月，隆昌专区由川南行署区划归四川省；1952年12月，隆昌专区改称泸州专区                                                         |
| 宜宾专区                               | 1950年1月－1968年                                                               | 改设宜宾地区                                             | 1952年8月，宜宾专区由川南行署区划归四川省 |
| 雅安专区                               | 1950年5月－1968年                                                               | 改设雅安地区                                             | 1955年7月，雅安专区由西康省划归四川省 |
| 西昌专区                               | 1950年5月－1968年                                                               | 改设西昌地区                                             | 1955年7月，西昌专区由西康省划归四川省 |
| 贵州省                                 |                                                                                 |                                                          | |
| 贵阳专区 贵定专区                      | 1949年－1952年12月 1952年12月－1956年4月                                        | 并入安顺专区、黔南布依族苗族自治州                       | 1952年12月，贵阳专区改称贵定专区 |
| 遵义专区                               | 1949年－1970年                                                                  | 改设遵义地区                                             | |
| 安顺专区                               | 1949年－1970年                                                                  | 改设安顺地区                                             | |
| 毕节专区                               | 1949年－1970年                                                                  | 改设毕节地区                                             | |
| 铜仁专区                               | 1949年－1970年                                                                  | 改设铜仁地区                                             | |
| 镇远专区                               | 1949年－1956年4月                                                               | 并入黔东南苗族侗族自治州、遵义专区                       | |
| 独山专区 都勻专区                      | 1949年－1952年12月 1952年12月－1956年4月                                        | 并入黔南布依族苗族自治州、黔东南苗族侗族自治州、安顺专区 | 1952年12月，独山专区改称都勻专区 |
| 兴仁专区 兴义专区                      | 1949年－1952年12月 1952年12月－1956年7月 1965年7月－1970年                      | 改设兴义地区                                             | 1952年12月，兴仁专区改称兴义专区；1956年7月，兴义专区并入安顺专区，1965年7月复设                                                                                     |
| 云南省                                 |                                                                                 |                                                          | |
| 宜良专区                               | 1950年－1954年6月                                                               | 并入蒙自专区、曲靖专区                                   | |
| 曲靖专区                               | 1950年－1970年                                                                  | 改设曲靖地区                                             | |
| 玉溪专区                               | 1950年－1970年                                                                  | 改设玉溪地区                                             | |
| 昭通专区                               | 1950年－1970年                                                                  | 改设昭通地区                                             | |
| 保山专区                               | 1950年－1956年4月 1963年12月－1970年                                            | 改设保山地区                                             | 1956年4月，保山专区并入德宏傣族景颇族自治州，1963年12月复设 |
| 丽江专区                               | 1950年－1970年                                                                  | 改设丽江地区                                             | |
| 宁洱专区 普洱专区 思茅专区             | 1950年－1951年4月 1951年4月－1953年3月 1953年3月－1970年                        | 改设思茅地区                                             | 1951年4月，宁洱专区改称普洱专区；1953年3月，普洱专区改称思茅专区 |
| 大理专区                               | 1950年－1956年11月                                                              | 并入临沧专区；改设大理白族自治州                         | |
| 楚雄专区                               | 1950年－1958年4月                                                               | 改设楚雄彝族自治州                                       | |
| 武定专区                               | 1950年－1953年                                                                  | 并入楚雄专区                                             | |
| 蒙自专区                               | 1950年－1957年9月                                                               | 并入红河哈尼族彝族自治州                                 | |
| 文山专区                               | 1950年－1958年4月                                                               | 改设文山僮族苗族自治州                                   | |
| 缅宁专区 临沧专区                      | 1952年11月－1954年6月 1954年6月－1970年                                         | 改设临沧地区                                             | 1954年6月，缅宁专区改称临沧专区 |
| 西藏地方／西藏自治区                   |                                                                                 |                                                          | |
| 林芝专区                               | 1960年1月－1964年7月                                                            | 并入拉萨市、那曲专区、昌都专区                           | |
| 那曲专区                               | 1960年1月－1970年                                                               | 改设那曲地区                                             | |
| 昌都专区                               | 1960年1月－1970年                                                               | 改设昌都地区                                             | |
| 山南专区                               | 1960年1月－1970年                                                               | 改设山南地区                                             | |
| 日喀则专区                             | 1960年1月－1970年                                                               | 改设日喀则地区                                           | |
| 江孜专区                               | 1960年1月－1964年10月                                                           | 并入山南专区、日喀则专区                                 | |
| 阿里专区                               | 1960年1月－1970年                                                               | 改设阿里地区                                             | |
| 陕西省                                 |                                                                                 |                                                          | |
| 咸阳专区                               | 1950年－1952年5月 1961年8月－1969年                                             | 改设咸阳地区                                             | 1952年5月，咸阳专区并入渭南专区、宝鸡专区，1961年8月复设 |
| 渭南专区                               | 1950年－1956年9月 1961年8月－1969年                                             | 改设渭南地区                                             | 1956年9月，撤销渭南专区，辖县由省直辖，1961年8月复设 |
| 宝鸡专区                               | 1950年－1956年9月 1961年8月－1969年                                             | 改设宝鸡地区                                             | 1956年9月，撤销宝鸡专区，辖县由省直辖，1961年8月复设 |
| 延安专区                               | 1950年－1969年                                                                  | 改设延安地区                                             | |
| 榆林专区                               | 1950年－1969年                                                                  | 改设榆林地区                                             | |
| 绥德专区                               | 1950年－1956年9月                                                               | 并入榆林专区、延安专区                                   | |
| 安康专区                               | 1950年－1969年                                                                  | 改设安康地区                                             | 1951年2月，安康专区由陕南行署区划归陕西省 |
| 商雒专区 商洛专区                      | 1950年－1964年9月 1964年9月－1969年                                             | 改设商洛地区                                             | 1950年7月，商雒专区由陕南行署区划归陕西省；1964年9月，商雒专区改称商洛专区                                                                                           |
| 南郑专区 汉中专区                      | 1951年2月－1953年10月 1953年10月－1969年                                        | 改设汉中地区                                             | 1953年10月，南郑专区改称汉中专区 |
| 甘肃省                                 |                                                                                 |                                                          | |
| 天水专区                               | 1949年－1969年9月                                                               | 改设天水地区                                             | |
| 武威专区                               | 1949年－1955年10月 1961年12月－1969年9月                                        | 改设武威地区                                             | 1955年10月，武威专区与酒泉专区合并设立张掖专区，1961年12月复设 |
| 张掖专区                               | 1949年－1950年5月 1955年10月－1969年9月                                         | 改设张掖地区                                             | 1950年5月，张掖专区并入酒泉专区、武威专区，1955年10月复设 |
| 酒泉专区                               | 1949年－1955年10月 1961年12月－1969年9月                                        | 改设酒泉地区                                             | 1955年10月，酒泉专区与武威专区合并设立张掖专区，1961年12月复设 |
| 庆阳专区                               | 1949年－1955年10月 1961年12月－1969年9月                                        | 改设庆阳地区                                             | 1955年10月，庆阳专区并入平凉专区，1961年12月复设 |
| 平凉专区                               | 1949年－1969年9月                                                               | 改设平凉地区                                             | |
| 临夏专区                               | 1949年－1956年11月                                                              | 改设临夏回族自治州                                       | |
| 定西专区                               | 1949年－1969年9月                                                               | 改设定西地区                                             | |
| 岷县专区                               | 1949年－1950年5月                                                               | 并入武都专区、临夏专区、定西专区、天水专区               | |
| 武都专区                               | 1949年－1958年4月 1961年12月－1969年9月                                         | 改设武都地区                                             | 1958年4月，武都专区并入天水专区，1961年12月复设 |
| 临洮专区                               | 1961年12月－1963年10月                                                          | 并入定西专区、武都专区、天水专区                         | |
| 青海省                                 |                                                                                 |                                                          | |
| 玉树专区                               | 1949年－1951年12月                                                              | 改设玉树藏族自治区                                       | |
| 宁夏省／宁夏回族自治区                 |                                                                                 |                                                          | |
| 银川专区                               | 1954年11月－1958年8月                                                           | 辖县由自治区直辖                                         | |
| 固原专区                               | 1958年9月－1970年                                                               | 改设固原地区                                             | |
| 新疆省／新疆维吾尔自治区               |                                                                                 |                                                          | |
| 迪化专区 乌鲁木齐专区                  | 1949年－1954年2月 1954年2月－1958年4月                                          | 并入昌吉回族自治州                                       | 1954年2月，迪化专区改称乌鲁木齐专区 |
| 喀什专区                               | 1949年－1968年9月                                                               | 改设喀什地区                                             | |
| 莎车专区                               | 1949年－1956年4月                                                               | 并入喀什专区                                             | |
| 阿克苏专区                             | 1949年－1968年9月                                                               | 改设阿克苏地区                                           | |
| 和阗专区 和田专区                      | 1949年－1959年5月 1959年5月－1968年9月                                          | 改设和田地区                                             | 1959年5月，和阗专区改称和田专区 |
| 哈密专区                               | 1949年－1968年9月                                                               | 改设哈密地区                                             | |
| 焉耆专区 库尔勒专区                    | 1949年－1954年7月 1954年7月－1960年11月                                         | 并入巴音郭楞蒙古自治州                                   | 1954年7月，焉耆专区改称库尔勒专区 |
| 伊犁专区                               | 1949年－1955年12月                                                              | 并入伊犁哈萨克自治州                                     | |
| 塔城专区                               | 1949年－1968年9月                                                               | 改设塔城地区                                             | |
| 阿山专区 阿勒泰专区                    | 1949年－1954年2月 1954年2月－1968年9月                                          | 改设阿勒泰地区                                           | 1954年2月，阿山专区改称阿勒泰专区 |

## 备注
1. 1 2  中华人民共和国行政区划分级中，省（省级行政区）是第一级行政区单位，县（县级行政区）是第二级地方行政单位。但省、县之间一直实质存在地级行政区。
2. 1 2  翁有为文章原文[2]：鉴于专署层级普遍实施的现实，1950年1月6日政务院第14次政务会议通过并于次日公布的《省人民政府组织通则》第13条规定：“各省得根据需要划为若干专员区，各设专员一人，并得设副专员一至二人。专员公署为省人民政府委员会之派出机关。”③这是专员区公署制推行最直接和明确的法律依据。但这实际上只是关于专署性质和地位的规定，即系省政府的“派出机关”，而非一级正式政府；而对于推行于全国的专署这一机构的组织工作部门的设置和编制，其任务、职责和职权，其工作原则和工作程序，其与中央和省的关系，其与县及县以下政府的关系，此通则均无规定。相比较来看，县之下的区虽然在一些地区是县政府的派出机关，却也有其组织法规。与此同理，作为省政府派出机关的专署的具体组织状况也是可以制定相应的单行法规给予详细规定的。这种在全国普遍设置、却无具体法规框定的行政组织，其运行自然有时会受到无法可依的困扰。
3. 1 2 3  翁有为文章原文[2]：到1950年，据统计全国共建立专员区（以下简称“专区”）有190多个，主要包括今之河北10个、河南10个、山东11个、江苏9个（苏南4个、苏北5个）、安徽10个（皖南4个、皖北6个）、浙江9个、福建8个、江西8个、湖南10个、湖北9个、广东9个、广西10个、云南13个、贵州8个、四川19个（川南4个、川北4个、川西4个、川东5个、西康2个）、青海2个、新疆10个、内蒙4个（绥远4个）、辽宁1个，①只是由于内蒙古自治区实行盟制、西藏尚未进行改革和东北设立直辖市及省份较多等特别原因而未实行专员区制管理。可以说，专员区制就像省制一样，是一种普遍推行的地区区域管理制度，在少数民族自治区和大城市没有实行只是个别例外。至1953年底，全国共设置专区152，其中华北18个、东北1个、西北26个、华东41个、中南32个、西南34个。②和1950年相比，专区的大致地域分布可以说是相同的，只是专区的数量少了一些，其所以少，据考主要是由于某些专区合并的缘故。